# Antigone in der Kunst
Antigone in der Kunst ist der Versuch, die künstlerischen Verarbeitungen des Mythos der Antigone über einen Zeitraum von mehr als 2500 Jahre zusammenzustellen. Laut George Steiner lässt sich ein solcher Katalog der „offenen und heimlichen Existenzen“ der Antigone nicht aufstellen, da das Feld zu weit ist. Deshalb beschränkt sich der Katalog auf künstlerische Verarbeitungen, in denen die Antigone eine Haupt- oder zumindest markante Nebenrolle spielt. Die unzähligen Hinweise und Andeutungen auf den thebanischen Mythos und seine Königstochter werden dagegen außer bei den Ursprüngen mehr oder weniger vernachlässigt.

## Vor Christus
| Gattung   | Titel               | Autor                   | Erscheinungsjahr    | Sprache    |
| --------- | ------------------- | ----------------------- | ------------------- | ---------- |
| Literatur | Thebanischer Zyklus | -                       | −750 bis −500       | griechisch |
| Literatur | Ilias               | Homer                   | −800 bis −600       | griechisch |
| Literatur | Odyssee             | Homer                   | −700 (ca.)          | griechisch |
| Literatur | Werke und Tage      | Hesiod                  | −700 (ca.)          | griechisch |
| Literatur | Eoien               | Hesiod                  | −700 (ca.)          | griechisch |
| Literatur | Sieben gegen Theben | Stesichoros             | −600 (ca.)          | griechisch |
| Literatur | Historien           | Pherekydes von Athen    | −500 (ca.)          | griechisch |
| Literatur | Thebais             | Antimachos von Kolophon | −400 bis −300       | griechisch |
| Literatur | Fragment            | Ion von Chios           | −450 (ca.)          | griechisch |
| Theater   | Sieben gegen Theben | Aischylos               | −467                | griechisch |
| Theater   | Antigone            | Sophokles               | −441 bis −440 (ca.) | griechisch |
| Theater   | König Ödipus        | Sophokles               | −429 bis −425 (ca.) | griechisch |
| Theater   | Die Phönikerinnen   | Euripides               | −408 bis −406 (ca.) | griechisch |
| Theater   | Antigone            | Euripides               | −420 bis −406       | griechisch |
| Theater   | Ödipus auf Kolonos  | Sophokles               | −401                | griechisch |
| Theater   | Antigone            | Astydamas               | −341                | griechisch |
| Theater   | Antigona            | Lucius Accius           | −150 (ca.)          | lateinisch |
| Literatur | Thebais             | Ponticus                | −100 bis 100        | lateinisch |

## Bis 10. Jahrhundert
| Gattung   | Titel        | Autor                | Erscheinungsjahr | Sprache    |
| --------- | ------------ | -------------------- | ---------------- | ---------- |
| Literatur | Tristia      | Ovid                 | 8 bis 12         | lateinisch |
| Literatur | Fabula 72    | Hyginus Mythographus | –                | lateinisch |
| Literatur | Eikones 2,29 | Flavius Philostratos | –                | griechisch |

## Bis 16. Jahrhundert
| Gattung   | Titel                | Autor                    | Erscheinungsjahr | Sprache     |
| --------- | -------------------- | ------------------------ | ---------------- | ----------- |
| Literatur | Roman de Thèbes      | -                        | 1150 (ca.)       | französisch |
| Musik     | Salut an seine Dame  | Arnaut de Mareuil        | 1200 bis 1300    | französisch |
| Literatur | Göttliche Komödie    | Dante Alighieri          | 1265 bis 1321    | italienisch |
| Literatur | Anelida and Arcyte   | Geoffrey Chaucer         | 1370 bis 1380    | englisch    |
| Literatur | Siege of Thebes      | John Lydgate             | 1421             | englisch    |
| Theater   | Rosmunda             | Giovanni Rucellai        | 1516             | italienisch |
| Literatur | Tragedia di Antigona | Luigi Alamanni           | 1533             | italienisch |
| Theater   | Giocasta             | Ludovico Dolce           | 1554             | italienisch |
| Literatur | Antigone             | Jean-Antoine de Baïf     | 1573             | französisch |
| Theater   | Antigone ou la pieté | Robert Garnier           | 1580             | französisch |
| Theater   | Antigona             | Giovanni Paulo Trapolini | 1582             | italienisch |
| Theater   | Antigone/La Thébaide | Jean Robertin            | 1585             | französisch |
| Theater   | Oedipi Tragoedia     | Wolfgang Waldung         | 1596             | lateinisch  |

## 17. Jahrhundert
| Gattung | Titel                                         | Autor        | Erscheinungsjahr | Sprache     |
| ------- | --------------------------------------------- | ------------ | ---------------- | ----------- |
| Theater | The Tragedy of Antigone, The Theban Princesse | Thomas May   | 1631             | englisch    |
| Theater | Antigone                                      | Martin Opitz | 1636             | deutsch     |
| Theater | Antigone ou La Thébaide                       | Jean Rotrou  | 1638             | französisch |
| Theater | La Thébaïde, ou les frères ennemis            | Jean Racine  | 1664             | französisch |
| Theater | Der sterbende Ödipus                          | Anton Ulrich | 1677             | deutsch     |
| Theater | Antigone                                      | Claude Boyer | 1686             | französisch |

## 18. Jahrhundert
| Gattung   | Titel                               | Autor                                         | Erscheinungsjahr | Sprache     |
| --------- | ----------------------------------- | --------------------------------------------- | ---------------- | ----------- |
| Musik     | Antigona                            | Giuseppe Maria Orlandini                      | 1718             | italienisch |
| Theater   | Antigona                            | Merindo Fasanio                               | 1724             | italienisch |
| Literatur | Théàtre des Grecs, Antigone         | Pierre Brumoy                                 | 1730             | französisch |
| Literatur | Oedipe et toute sa famille tragédie | M. de la Tournelle                            | 1731             | französisch |
| Musik     | Antigona                            | Giovanni Battista Casali                      | 1752             | italienisch |
| Musik     | Antigona                            | Baldassare Galuppi, Gaetano Roccaforte        | 1751             | italienisch |
| Musik     | Antigona                            | Giovanni Battista Casali, Gaetano Roccaforte  | 1752             | italienisch |
| Musik     | Antigona                            | Gaetano Latilla, Gaetano Roccaforte           | 1753             | italienisch |
| Musik     | Antigone                            | Giuseppe Scarlatti, Gaetano Roccaforte        | 1756             | italienisch |
| Musik     | Antigona                            | Ferdinando Bertoni, Gaetano Roccaforte        | 1756             | italienisch |
| Musik     | Antigona                            | Vincenzo Legrenzio Ciampi, Gaetano Roccaforte | 1762             | italienisch |
| Musik     | Antigona                            | Pietro Pompeo Sales, Gaetano Roccaforte       | 1767             | italienisch |
| Musik     | Antigona                            | Gian Francesco de Majo, Gaetano Roccaforte    | 1768             | italienisch |
| Musik     | Antigona                            | Baldassare Galuppi, Marco Coltellini          | 1768             | italienisch |
| Musik     | Antigona                            | Tommaso Traetta, Marco Coltellini             | 1772             | italienisch |
| Musik     | Antigona                            | Josef Mysliveček, Gaetano Roccaforte          | 1774             | italienisch |
| Musik     | Creonte                             | Ferdinando Bertoni                            | 1776             | italienisch |
| Musik     | Antigona                            | Michele Mortellari, Gaetano Roccaforte        | 1776             | italienisch |
| Theater   | Antigone                            | Vittorio Alfieri                              | 1776             | italienisch |
| Literatur | Antigone                            | Georg Christoph Tobler                        | 1781             | deutsch     |
| Musik     | Antigona                            | Giuseppe Gazzaniga, Gaetano Roccaforte        | 1781             | italienisch |
| Musik     | Œdipe à Colone                      | Antonio Sacchini, Nicolas François Guillard   | 1786             | italienisch |
| Literatur | Antigone                            | Christian zu Stolberg-Stolberg                | 1787             | deutsch     |
| Musik     | Antigone                            | Niccolò Antonio Zingarelli                    | 1790             | italienisch |
| Musik     | Antigona                            | Peter von Winter                              | 1791             | italienisch |
| Musik     | Antigona                            | Francesco Bianchi                             | 1796             | italienisch |
| Musik     | Antigona                            | Francesco Basili                              | 1799             | italienisch |

## 19. Jahrhundert
| Gattung   | Titel                                    | Autor                                     | Erscheinungsjahr | Sprache     |
| --------- | ---------------------------------------- | ----------------------------------------- | ---------------- | ----------- |
| Literatur | Antigone                                 | Friedrich Hölderlin                       | 1804             | deutsch     |
| Literatur | Antigone                                 | Friedrich Ast                             | 1804             | deutsch     |
| Literatur | Antigone                                 | Karl Wilhelm Ferdinand Solger             | 1808             | deutsch     |
| Literatur | Antigone                                 | Friedrich Rochlitz                        | 1809             | deutsch     |
| Literatur | Antigone                                 | Pierre-Simon Ballanche                    | 1814             | französisch |
| LMalerei  | Ödipus und Antigone                      | Christoffer Wilhelm Eckersberg            | 1812             | –           |
| Musik     | Edipo a Colono                           | Gioachino Rossini                         | 1817             | italienisch |
| Theater   | Œdipe à Colone                           | Marie-Joseph Chénier                      | 1820             | französisch |
| Malerei   | Antigone donnant la sépulture à Polynice | Sébastian Norblin                         | 1825             | –           |
| Literatur | Antigone                                 | Wilhelm Frohne                            | 1833             | deutsch     |
| Musik     | Antigone                                 | Felix Mendelssohn Bartholdy, Ludwig Tieck | 1841             | deutsch     |
| Malerei   | Ödipus und Antigone                      | Charles Jalabert                          | 1842             | –           |
| Literatur | Antigone                                 | Jean Reboul                               | 1843/44          | französisch |
| Literatur | The Antigone and Its Moral               | George Eliot                              | 1856             | englisch    |
| Literatur | Entweder – Oder                          | Søren Kierkegaard                         | 1843             | dänisch     |
| Malerei   | Antigone vor dem toten Polyneikes        | Nikiforos Lytras                          | 1865             | –           |
| Musik     | Antigone                                 | Camille Saint-Saëns                       | 1893             | französisch |
| Musik     | Antigone                                 | Charles Levadé                            | 1893             | französisch |

## 20. Jahrhundert
| Gattung   | Titel | Autor                              | Erscheinungsjahr | Sprache       |
| --------- | --- | ---------------------------------- | ---------------- | ------------- |
| Literatur | Fragment of an Antigone                                                                                                   | Matthew Arnold                     | 1909             | englisch      |
| Film      | Antigone | Mario Caserini                     | 1911             | italienisch   |
| Theater   | Der Tod der Antigone | Houston Stewart Chamberlain        | 1915             | deutsch       |
| Film      | La nouvelle Antigone | Jacques de Baroncelli              | 1916             | französisch   |
| Literatur | Antigone | Walter Hasenclever                 | 1917             | deutsch       |
| Theater   | Antigone | Jean Cocteau                       | 1922             | französisch   |
| Theater   | Antigone | Louis Perroy                       | 1922             | französisch   |
| Musik     | Antigone | Arthur Honegger                    | 1927             | französisch   |
| Literatur | A Woman Young and Old, From the 'Antigone'                                                                                | William Butler Yeats               | 1929             | englisch      |
| Theater   | Œdipe | André Gide                         | 1931             | französisch   |
| Literatur | Feux | Marguerite Yourcenar               | 1936             | französisch   |
| Literatur | Œdipe | Henri Ghéon                        | 1938             | französisch   |
| Musik     | Antigone | Lino Liviabella                    | 1941             | italienisch   |
| Literatur | Antigone | Jean Anouilh                       | 1942             | französisch   |
| Literatur | Antigone | Iwan Alexejewitsch Bunin           | 1943             | russisch      |
| Theater   | Mégarée | Maurice Druon                      | 1944             | französisch   |
| Theater   | Antigone | Bertolt Brecht                     | 1948             | deutsch       |
| Literatur | Antigone:vierge-mère de l'ordre                                                                                           | Charles Maurras                    | 1948             | französisch   |
| Musik     | Antigonae | Carl Orff                          | 1949             | deutsch       |
| Film      | Antigone | Harold Clayton                     | 1949             | englisch      |
| Musik     | Antigone | André Jolivet                      | 1951             | -             |
| Theater   | Antígona Vélez | Leopoldo Marechal                  | 1951             | spanisch      |
| Theater   | Wa Kreyon (Antigone) | Félix Morisseau-Leroy              | 1953             | Kreyòl        |
| Film      | Omnibus, Antigone | Seymour Robbie, Don Hewitt         | 1954             | englisch      |
| Film      | Antigone | Teatro Cacilda Becker              |                  | portugiesisch |
| Literatur | Creon's Mouse | Donald Davie                       | 1955             | englisch      |
| Film      | The Kaiser Aluminum Hour, Antigone                                                                                        | Franklin J. Schaffner              | 1956             | englisch      |
| Literatur | Die Berliner Antigone | Rolf Hochhuth                      | 1958             | deutsch       |
| Film      | Antigone | Vittorio Cottafavi                 | 1958             | italienisch   |
| Film      | Antigone | Franz Josef Wild                   | 1958             | deutsch       |
| Film      | Antigone | Lamp Unto My Feet                  | 1958             | englisch      |
| Film      | Television Playwright, Afternoon for Antigone                                                                             | Willis Hall                        | 1958             | englisch      |
| Literatur | Antigone | Sheila Watson                      | 1959             | englisch      |
| Musik     | Antigone, Ballett | Mikis Theodorakis, John Cranko     | 1959             | –             |
| Literatur | Antigona | Salvador Espriu                    | 1959             | katalanisch   |
| Film      | Antigone | Michael Elliott                    | 1959             | englisch      |
| Theater   | Antigona | Dominik Smole                      | 1960             | slowenisch    |
| Film      | Die Stunde der Antigone                                                                                                   | Fritz Schröder-Jahn                | 1960             | deutsch       |
| Film      | Antigone | Hans Dahlin                        | 1960             | englisch      |
| Theater   | Antigone und die Anderen                                                                                                  | Peter Karvaš                       | 1961             | slowakisch    |
| Film      | Antigone | Giorgos Tzavellas                  | 1961             | griechisch    |
| Film      | Gran theatro, Antigona | Juan Guerrero Zamora               | 1961             | spanisch      |
| Literatur | Antigona | Dominik Smole                      | 1961             | slowenisch    |
| Film      | Antigone | William Dieterle, Pellos Katselis  | 1962             | deutsch       |
| Film      | Antigone | Tom Segerberg                      | 1962             | schwedisch    |
| Film      | Antigone | Hugo Claus                         | 1962             | deutsch       |
| Film      | Jeudi-théâtre, Antigone                                                                                                   | Louis-Georges Carrier              | 1962             | englisch      |
| Film      | Antigone | Neil Curry                         | 1962             | englisch      |
| Musik     | Antigona '43 | Ljubomir Pipkow                    | 1963             | bulgarisch    |
| Film      | Festival, Antigone | Paul Almond                        | 1963             | englisch      |
| Film      | Gran teatro, Antigona | –                                  | 1964             | spanisch      |
| Film      | Antigone | Ula Stöckl                         | 1964             | deutsch       |
| Film      | Antigone | Franz Peter Wirth                  | 1965             | deutsch       |
| Film      | Antigoné | László Vámos                       | 1965             | bulgarisch    |
| Film      | Antigone | Patrick Barton                     | 1966             | englisch      |
| Theater   | Antigone | The Living Theatre                 | 1967             | englisch      |
| Literatur | La tumba de Antígona | María Zambrano                     | 1967             | spanisch      |
| Film      | Antigone | Søren Melson                       | 1967             | dänisch       |
| Literatur | La Pasión Según Antigona Pérez                                                                                            | Luis Rafael Sánchez                | 1968             | spanisch      |
| Film      | Antigone | Ettore Cella                       | 1968             | deutsch       |
| Film      | Az élö Antigoné | László Nemere                      | 1968             | ungarisch     |
| Film      | Die Berliner Antigone | Rainer Wolffhardt                  | 1968             | deutsch       |
| Film      | Die Eintrittskarte, Christine Ostermayer als 'Antigone'                                                                   | Christine Ostermayer               | 1969             | deutsch       |
| Musik     | Death of Antigone | Reginald Smith Brindle             | 1969             | englisch      |
| Film      | I cannibali | Liliana Cavani                     | 1970             | italienisch   |
| Theater   | Antigone | Kemal Demirel                      | 1970             | türkisch      |
| Film      | Antigone | Per Bronken                        | 1970             | norwegisch    |
| Film      | Antigone | Vittorio Cottafavi                 | 1971             | italienisch   |
| Film      | Griechische Sagen, Antigone                                                                                               | Udo Langhoff                       | 1971             | deutsch       |
| Theater   | Antigone | Piet Drescher                      | 1972             | deutsch       |
| Literatur | Ismene | Giannis Ritsos                     | 1972             | griechisch    |
| Film      | Antigone | Jean-Paul Carrère                  | 1973             | französisch   |
| Film      | Antigone | Piet Drescher, Margot Thyret       | 1973             | deutsch       |
| Literatur | The Island | Athol Fugard                       | 1973             | englisch      |
| Film      | Antigona | Rodolfo Amezcua del Rio            | 1973             | spanisch      |
| Film      | Great Performances, Antigone                                                                                              | Gerald Freedman                    | 1974             | englisch      |
| Film      | Antigone | Stellio Lorenzi                    | 1974             | französisch   |
| Literatur | Antigone | David Hopkins                      | 1977             | englisch      |
| Literatur | Des mille Antigones | Charlotte Delbo                    | 1979             | französisch   |
| Film      | Deutschland im Herbst | Heinrich Böll                      | 1979             | deutsch       |
| Film      | Antigone | Berend Boudewijn                   | 1980             | holländisch   |
| Film      | To theatro tis Defteras, Antigoni                                                                                         | Marietta Rialdi                    | 1980             | griechisch    |
| Film      | Antigone di Sofocle | Gigi Spedicato, Julian Beck        | 1980             | italienisch   |
| Literatur | Meine Schwester Antigone                                                                                                  | Grete Weil                         | 1980             | deutsch       |
| Musik     | Antigone-Legend | Frederic Rzewski                   | 1982             | englisch      |
| Literatur | The Riot Act | Tom Paulin                         | 1984             | englisch      |
| Literatur | Antigone Furiosa | Griselda Gambaro                   | 1986             | italienisch   |
| Literatur | Antigone | Don Taylor                         | 1986             | englisch      |
| Film      | Océaniques - Des idées des hommes des oeuvres, Le mythe d'Antigone                                                        | Guy Séligmann                      | 1987             | französisch   |
| Literatur | Another Antigone | Albert Ramsdell Gurney             | 1988             | englisch      |
| Musik     | Antigone | Vassily Lobanov, Alexej Parin      | 1989             | russisch      |
| Film      | Antigone/Rites of Passion                                                                                                 | Amy Greenfield                     | 1990             | englisch      |
| Film      | Antigone | Gary Popovich                      | 1990             | englisch      |
| Musik     | Antigone | Ton de Leeuw                       | 1991             | –             |
| Musik     | Antigone | Luc Brewaeys                       | 1991             | -             |
| Film      | Die Antigone des Sophokles nach der Hölderlinschen Übertragung für die Bühne bearbeitet von Brecht 1948 (Suhrkamp Verlag) | Danièle Huillet, Jean-Marie Straub | 1992             | deutsch       |
| Film      | Play Antigone | Stephan Settele                    | 1992             | englisch      |
| Musik     | – | Antigone Rising                    | 1992 –           | englisch      |
| Film      | Antigoni | Nikos Koundouros                   | 1994             | griechisch    |
| Musik     | Antigone, Oper | Mikis Theodorakis                  | 1995 – 1997      | griechisch    |
| Literatur | Antigone | Henry Bauchau                      | 1997             | französisch   |
| Literatur | Tegonni, An African Antigone                                                                                              | Femi Osofisan                      | 1999             | englisch      |
| Literatur | Antigone | José Watanabe                      | 2000             | spanisch      |
| Musik     | Antigone | Mark Alburger                      | 2000             | englisch      |
| Theater   | Antigone | Mac Wellman                        | 2000             | englisch      |
| Theater   | Antigonas, linaje de hembras                                                                                              | Jorge Huertas                      | 2000             | spanisch      |

## 21. Jahrhundert
| Gattung   | Titel                                               | Autor                                  | Erscheinungsjahr | Sprache              |
| --------- | --------------------------------------------------- | -------------------------------------- | ---------------- | -------------------- |
| Film      | Mythologies, Antigone                               | Philippe Truffault                     | 2002             | französisch          |
| Musik     | Antigone                                            | Heaven Shall Burn                      | 2004             | englisch             |
| Film      | Antigone                                            | Nicolas Briançon                       | 2003             | französisch          |
| Theater   | Antigone                                            | Julia Afifi                            | 2003             | afghanisch           |
| Theater   | The Antigone Project                                | Chiori Miyagawa                        | 2004             | englisch             |
| Literatur | Antigone                                            | Antonio D'Alfonso                      | 2004             | englisch             |
| Literatur | The Burial at Thebes                                | Seamus Heaney                          | 2004             | englisch             |
| Film      | Antigona                                            | Burim Mustafa                          | 2006             | ?                    |
| Film      | Antigone Rising                                     | M. Douglas Silverstein                 | 2007             | englisch             |
| Film      | Antigone e l'impero                                 | Lucrezia Le Moli                       | 2008             | italienisch          |
| Musik     | La Lumière Antigone                                 | Pierre Bartholomée, Henry Bauchau      | 2008             | französisch          |
| Musik     | Antigonai                                           | Carlos Stella                          | 2009             | deutsch              |
| Film      | Antigone's Song                                     | Eric Nauert                            | 2010             | englisch             |
| Film      | I-Witness, Antigo                                   | Jay Taruc                              | 2010             | englisch             |
| Film      | Antigone                                            | Bruno Coppola                          | 2011             | englisch             |
| Film      | Antigone                                            | Gábor Dettre                           | 2011             | ungarisch            |
| Film      | Antigone and Polyneices                             | Thomas Lee Rutter                      | 2011             | englisch             |
| Film      | Antigone 34                                         | Louis-Pascal Couvelaire, Roger Simonsz | 2012             | französisch          |
| Film      | Antigone                                            | Antonio D'Alfonso                      | 2012             | englisch             |
| Film      | Antigone                                            | Polly Findlay                          | 2012             | englisch             |
| Theater   | Antigona Oriental                                   | Marianela Morena Volker Lösch          | 2012             | spanisch, deutsch    |
| Film      | Antigone Millennium                                 | Gabrielle le Bayon                     | 2012             | französisch          |
| Literatur | Antigonick                                          | Anne Carson                            | 2012             | englisch             |
| Film      | Beachwood Charter, Antigone                         | Harrison James                         | 2014             | englisch             |
| Film      | Queen Antigone                                      | Telémachos Alexiou                     | 2014             | griechisch           |
| Film      | Die großen Mythen, Zwischen Leben und Tod: Antigone | Sylvain Bergère, Nathalie Amsellem     | 2016             | französisch, deutsch |
| Film      | Antigone at the Barbican                            | Ivo van Hove                           | 2015             | englisch             |
| Literatur | Nirgends in Friede Antigone                         | Darja Stocker                          | 2015             | deutsch              |
| Theater   | Die drei Leben der Antigone                         | Slavoj Žižek                           | 2015             | slowenisch, deutsch  |
| Film      | O Aquário de Antígona                               | Alceu Bett                             | 2016             | portugiesisch        |
| Theater   | Antigona                                            | Andrea Belträo                         | 2016             | spanisch             |
| Theater   | Antigone                                            | Theodora Voutsa                        | 2016             | englisch             |
| Literatur | The Children of Jocasta                             | Natalie Haynes                         | 2017             | englisch             |
| Literatur | Antigone in Molenbeek                               | Stefan Hertmans                        | 2017             | niederländisch       |
| Literatur | Home Fire                                           | Kamila Shamsie                         | 2017             | englisch             |
| Film      | Antigone                                            | Tacita Dean                            | 2017             | englisch             |
| Film      | Antigone                                            | George Nicholas                        | 2017             | englisch             |
| Film      | The Trial of Antigone                               | Brian Kallies                          | 2017             | englisch             |
| Film      | Antigone and Ismene                                 | Jay Finocchiaro                        | 2017             | englisch             |
| Film      | Antigone                                            | Tajna Tanovic                          | 2018             | englisch             |
| Theater   | Antigone Alone                                      | Michael McEvoy                         | 2018             | englisch             |
| Theater   | Risse in den Wörtern                                | Rike Reiniger                          | 2018             | deutsch              |
| Theater   | Antigone in Ferguson                                | Theater of War                         | 2018             | englisch             |
| Film      | The Three Lives of Antigony                         | Richard J O’Callaghan                  | 2018             | englisch             |
| Film      | Antigone                                            | Sophie Deraspe                         | 2019             | französisch          |
| Film      | Antigone                                            | Michael Justin Lee                     | 2019             | englisch             |
| Film      | Antigone: Ode to Man                                | Helen Eastman                          | 2019             | englisch             |
| Film      | Antigone: An Aerial Dance Film                      | Alicen Abler                           | 2019             | englisch             |
| Film      | Antigona - kako si upamo!                           | Jani Sever                             | 2020             | slowenisch           |
| Theater   | Die drei Leben der Antigone                         | Slavoj Zizek                           | 2020             | deutsch              |
| Film      | 50 Shades of Greek, Antigone with the wind          | Mathieu Signolet                       | 2020             | englisch             |
| Film      | Cotcot, Antigone du ghetto                          | Sibylle de Montigny, Marie Jocteur     | 2020             | französisch          |
| Film      | Antigone frisst Ariadnes roten Faden                | Dietmar König                          | 2020             | deutsch              |
| Film      | Antigonick                                          | Kevin Dressler, Travis Marsala         | 2021             | englisch             |
| Theater   | Pale Sister                                         | Colm Tóibin                            | 2021             | englisch             |
| Film      | Antigone                                            | Vanessa Severo                         | 2021             | englisch             |